# Gerhard Hirschmann (Politiker, 1951)
Gerhard Hirschmann (* 28. April 1951 in Gnas; † 27. September 2019 zwischen Wien und Graz) war ein österreichischer Politiker (ÖVP, dann „Liste Hirschmann“). Von 1993 bis 2003 war er Landesrat in der Steiermark.

## Ausbildung
Hirschmann studierte nach dem Abschluss des Gymnasiums Carnerigasse Theologie und Rechtswissenschaften an der Karl-Franzens-Universität in Graz. 1975 erhielt er ein Stipendium der französischen Regierung und studierte noch ein Jahr an der Universität Straßburg.

## Karriere abseits der Politik
Nach seinem Studium wurde Hirschmann Leiter des Afro-Asiatischen Instituts in Graz. In den Jahren 1978 und 1979 arbeitete er als Redakteur für die Kleine Zeitung in Graz. Ab 1979 widmete er sich ganz seiner politischen Karriere.
Nach dem vorläufigen Ende seiner politischen Karriere arbeitete er in den Jahren 2003 und 2004 als Vorstand der Energie Steiermark Holding AG (ESTAG), bis er im Rahmen des sogenannten ESTAG-Skandals seinen Posten wieder räumen musste. 2004 gründete er mit zwei Partnern eine Lobbying-Agentur.

## Politikerkarriere
Von 1979 bis 1981 arbeitete Hirschmann als Geschäftsführer des „Modell Steiermark“ der steirischen Volkspartei. Seine politische Karriere innerhalb der Volkspartei verlief sehr erfolgreich, von 1981 bis 1989 war er Landesparteisekretär und ab 1983 Mitglied des steirischen Landtags. 1989 wurde er zum geschäftsführenden Parteiobmann und Klubobmann der steirischen Volkspartei bestellt. Von 1993 bis 2003 war er in zahlreichen Ressorts Mitglied der steirischen Landesregierung, bis er sich zwischenzeitlich in die Privatwirtschaft zurückzog. 
Landeshauptmann Josef Krainer junior, der Hirschmann stets gefördert hatte, trat nach massiven Verlusten bei der Landtagswahl 1995 am 18. Dezember des Jahres zurück. Er schlug Hirschmann als seinen Nachfolger vor, der aber nach kurzer Bedenkzeit verzichtete und seinerseits Waltraud Klasnic vorschlug. Die Gründe für den Verzicht waren vor allem innerparteilich: „Hirschmann, der um seine polarisierende Wirkung stets wusste und diese auch zelebrierte, musste andererseits wissen, dass seine Nominierung bei nicht unerheblichen Teilen der Funktionäre Unruhe, wohl auch Widerstand, auf alle Fälle zumindest heftigen Widerspruch auslösen würde, umso mehr, als er als geschäftsführender Parteiobmann wohl auch seinen Anteil an der Wahlniederlage tragen musste“.
Mit dem ESTAG-Skandal folgte der Bruch mit der Volkspartei, der darin gipfelte, dass Hirschmann mit einer eigenen Partei, der 2005 gegründeten „Liste Hirschmann“, bei den steirischen Landtagswahlen 2005 antrat. Die Liste Hirschmann errang bei dieser Landtagswahl 2,05 Prozent der Wählerstimmen und schaffte somit den Einzug in den Landtag nicht.
Hirschmann starb am 27. September 2019 in einem Zug auf der Reise von Wien nach Graz an Herzversagen. Hirschmanns Sarg wurde im Grazer Landhaus aufgebahrt, Altbischof Egon Kapellari zelebrierte die Totenmesse in der Pfarrkirche Graz-St. Veit. Nach der Trauerfeier wurde Hirschmann im Familiengrab am dortigen Friedhof begraben.

## Würdigung
2021 wurde von Land und Stadt Graz der Gerhard-Hirschmann-Preis für kritisches Denken ins Leben gerufen. Erste Preisträgerin war die Mitinitiatorin des Antikorruptionsvolksbegehrens und damalige Staatsanwältin bei der Wirtschafts- und Korruptionsstaatsanwaltschaft (WKStA) Christina Jilek. 2023 ging der Preis an Helmut Marko.